# Odnoklassniki

ロゴタイプ

Odnoklassniki, OK.ru（アドナクラースニキ、ロシア語: Одноклассники、同級生たちの意味）はロシアでフコンタクテと共に首位を争うソーシャル・ネットワーキング・サービスで、ウクライナやキルギスタンなど旧ソ連の国々でも盛んに使われている。大学生および大学卒業間もないユーザーが多いといわれている。
2006年にアルベルト・ポプコフ（露: Попков, Альберт Михайлович，英: Albert Popkov）が創業し、2008年にロシア最大のフリーＥメール・サービス会社であるMail.ru傘下に入っている。